# Winford
Winford es una localidad situada en la autoridad unitaria de North Somerset, en el condado de Somerset, en Inglaterra (Reino Unido), con una población en 2016 de 1192 habitantes.
Se encuentra ubicada al norte del condado, a poca distancia al oeste de la ciudad de Bristol y al sur del canal de Bristol.